# Teodora Monczuńska
Teodora Monczuńska z domu Narbutt herbu Trąby (ur. 1839, zm. 27 marca 1925 w Krakowie) – uczestniczka powstania styczniowego.
Córka Teodora Narbutta i Krystyny z Sadowskich, siostra Ludwika.
Uczestniczyła w powstaniu styczniowym 1863, była kurierką i zaopatrzeniowcem dla oddziału, w którym walczył jej brat Ludwik. Obecna w bitwie pod Dubiczami. Po powstaniu zmuszona udać się na emigrację; władze carskie skazały ją zaocznie na katorgę. W Paryżu zajmowała się dziećmi Karola i Elizy Przeździeckich.
Tuż przed powstaniem styczniowym została żoną Alberta Monczuńskiego, urzędnika administracji rosyjskiej w Wilnie, wcześnie owdowiała.
2 maja 1924 została odznaczona Krzyżem Kawalerskim Orderu Odrodzenia Polski.
Zmarła 27 marca 1925. Została pochowana na cmentarzu Rakowickim w Krakowie.